# Champions Trophy vrouwen 1991
De Champions Trophy voor vrouwen werd in 1991 gehouden in het Duitse Berlijn. Het toernooi werd gehouden van 14 tot en met 22 september. De Australische vrouwen wonnen deze derde editie. Deelnemende landen waren verder, naast ook het gastland, China, Nederland, Spanje en titelverdediger Zuid-Korea. 
Voor de tweede keer werd tegelijkertijd op dezelfde locatie het mannentoernooi afgewerkt.

## Uitslagen
| Team             | GS | W | G | V | DV | DT | DS  | Ptn |
| ---------------- | -- | - | - | - | -- | -- | --- | --- |
| Australië        | 5  | 5 | 0 | 0 | 17 | 2  | +15 | 10  |
| Nederland        | 5  | 3 | 1 | 1 | 8  | 2  | +6  | 7   |
| Zuid-Korea       | 5  | 2 | 2 | 1 | 11 | 6  | +5  | 6   |
| Duitsland        | 5  | 1 | 2 | 2 | 6  | 5  | +1  | 4   |
| Groot-Brittannië | 5  | 1 | 1 | 3 | 5  | 10 | –5  | 3   |
| Spanje           | 5  | 0 | 0 | 5 | 1  | 23 | –22 | 0   |

| 14 september 1991 15:00 |       |        |                                                              |
| Duitsland               | 3 – 0 | Spanje | Scheidsrechters: Christine Asselman (BEL) Peri Buckley (AUS) |
|                         |       |        | Scheidsrechters: Christine Asselman (BEL) Peri Buckley (AUS) |

| 15 september 1991 17:00 |       |            |                                                                  |
| Nederland               | 3 – 1 | Zuid-Korea | Scheidsrechters: Solabrar Hernandez (ESP) Sandy Goldthorpe (USA) |
|                         |       |            | Scheidsrechters: Solabrar Hernandez (ESP) Sandy Goldthorpe (USA) |

| 15 september 1991 13:00 |       |           |                                                            |
| China                   | 1 – 2 | Australië | Scheidsrechters: Carola Heinrichs (GER) Laura Crespo (ARG) |
|                         |       |           | Scheidsrechters: Carola Heinrichs (GER) Laura Crespo (ARG) |

| 16 september 1991 14:00 |       |       |                                                          |
| Duitsland               | 2 – 1 | China | Scheidsrechters: Miriam van Gemert (NED) Lee Mi-Ok (KOR) |
|                         |       |       | Scheidsrechters: Miriam van Gemert (NED) Lee Mi-Ok (KOR) |

| 16 september 1991 17:00 |       |        |                                                     |
| Nederland               | 2 – 0 | Spanje | Scheidsrechters: Gabi Hans (GER) Laura Crespo (ARG) |
|                         |       |        | Scheidsrechters: Gabi Hans (GER) Laura Crespo (ARG) |

| 17 september 1991 14:00 |       |            |                                                             |
| Duitsland               | 4 – 2 | Zuid-Korea | Scheidsrechters: Miriam van Gemert (NED) Peri Buckley (AUS) |
|                         |       |            | Scheidsrechters: Miriam van Gemert (NED) Peri Buckley (AUS) |

| 17 september 1991 17:00 |       |        |                                                                  |
| Australië               | 4 – 2 | Spanje | Scheidsrechters: Sandy Goldthorpe (USA) Christine Asselman (BEL) |
|                         |       |        | Scheidsrechters: Sandy Goldthorpe (USA) Christine Asselman (BEL) |

| 18 september 1991 15:00 |       |            |                                                           |
| China                   | 0 – 1 | Zuid-Korea | Scheidsrechters: Gaby Hans (GER) Solabrar Hernandez (ESP) |
|                         |       |            | Scheidsrechters: Gaby Hans (GER) Solabrar Hernandez (ESP) |

| 18 september 1991 17:00 |       |           |                                                         |
| Nederland               | 0 – 2 | Australië | Scheidsrechters: Carola Heinrichs (GER) Lee Mi-Ok (KOR) |
|                         |       |           | Scheidsrechters: Carola Heinrichs (GER) Lee Mi-Ok (KOR) |

| 19 september 1991 17:00 |       |       |                                                            |
| Nederland               | 2 – 2 | China | Scheidsrechters: Peri Buckley (AUS) Carola Heinrichs (GER) |
|                         |       |       | Scheidsrechters: Peri Buckley (AUS) Carola Heinrichs (GER) |

| 20 september 1991 13:00 |       |           |                                                              |
| Duitsland               | 0 – 0 | Australië | Scheidsrechters: Solabrar Hernandez (ESP) Laura Crespo (ARG) |
|                         |       |           | Scheidsrechters: Solabrar Hernandez (ESP) Laura Crespo (ARG) |

| 20 september 1991 17:00 |       |            |                                                                 |
| Spanje                  | 3 – 1 | Zuid-Korea | Scheidsrechters: Sandy Goldthorpe (USA) Miriam van Gemert (NED) |
|                         |       |            | Scheidsrechters: Sandy Goldthorpe (USA) Miriam van Gemert (NED) |

| 21 september 1991 11:00 |       |       |                                                  |
| Spanje                  | 2 – 2 | China | Scheidsrechters: Lee Mi-Ok (KOR) Gaby Hans (GER) |
|                         |       |       | Scheidsrechters: Lee Mi-Ok (KOR) Gaby Hans (GER) |

| 21 september 1991 15:00 |       |           |                                                               |
| Nederland               | 0 – 0 | Duitsland | Scheidsrechters: Peri Buckley (AUS) Christiane Asselman (GER) |
|                         |       |           | Scheidsrechters: Peri Buckley (AUS) Christiane Asselman (GER) |

| 21 september 1991 17:00 |       |            |                                                                 |
| Australië               | 2 – 1 | Zuid-Korea | Scheidsrechters: Miriam van Gemert (NED) Carola Heinrichs (GER) |
|                         |       |            | Scheidsrechters: Miriam van Gemert (NED) Carola Heinrichs (GER) |

## Selecties
Australië
1. Kathleen Partridge (gk)
2. Debbie Callaghan
3. Liane Tooth
4. Loretta Dorman
5. Lisa Naughton (gk)
6. Michelle Hager
7. Alison Peek

1. Lisa Powell
2. Juliet Haslam
3. Kate Starre
4. Sally Bell
5. Jackie Pereira
6. Tracey Belbin
7. Rechelle Hawkes

1. Sharon Buchanan
2. Lee Capes

- Bondscoach

Brian Glencross
 China
1. Ding Hongping (gk)
2. Wang Yanhong
3. Cai Donghong
4. Yuan Ye
5. Yu Shusheng
6. Wang Yarhong
7. Limai Qin

1. Wu Yanshen
2. Huping Yang
3. Chen Jianbin
4. Yang Hongbing
5. Hinzhu Chen
6. Wei Hua
7. Jingling Zhai

1. Wan Wen
2. Shi Yanhui (gk)

- Bondscoach

Zhang Qingyou
 Duitsland
1. Susie Wollschläger (gk)
2. Bianca Weiss (gk)
3. Tanja Dickenscheid
4. Susanne Müller
5. Nadine Ernsting-Krienke
6. Simone Thomaschinski
7. Irina Kuhnt

1. Melanie Cremer
2. Franziska Hentschel
3. Tina Peters
4. Anke Wild
5. Britta Becker
6. Caren Jungjohann
7. Vanessa van Kooperen

1. Heike Lätzsch
2. Katrin Kauschke

- Bondscoach

Rüdiger Hänel
 Nederland
1. Jacqueline Toxopeus (gk)
2. Carina Bleeker (gk)
3. Caroline Leenders
4. Annemieke Fokke
5. Martine Ohr
6. Carole Thate
7. Carina Benninga

1. Daniëlle Koenen
2. Ingrid Wolff
3. Mieketine Wouters
4. Ingrid Appels
5. Florentine Steenberghe
6. Suzan van der Wielen
7. Helen van der Ben

1. Wietske de Ruiter
2. Jeannette Lewin

- Bondscoach

Roelant Oltmans
 Spanje
1. Marívi González (gk)
2. Natalia Dorado
3. Virginia Ramírez
4. María Carmen Barea
5. Silvia Manrique
6. Maider Telleria
7. María Ángeles Rodríguez

1. Sonia Barrio
2. Celia Corres
3. Elisabeth Maragall
4. Teresa Motos
5. Begoña Larzabal
6. Mercedes Coghen
7. Nuria Olivé

1. Inge Michelena
2. María Isabel Martínez (gk)

- Bondscoach

José Brasa
 Zuid-Korea
1. Kang Kyung-Ok (gk)
2. Yang Hea-Young
3. Sin You-Ri
4. Choi Mi-Soon
5. Cho Eun-Jung
6. Kim Hyun-Young
7. Oh Seung-Shih

1. Kim Myung-Ok
2. Lee Eung-Kyung
3. Yang Dong-Sook
4. Kim Jeon-Mi
5. Lee Ji-Young
6. Lee Kwi-Joo
7. Koo Mun-Young

1. Im Gye-Sook
2. Kim Hyung-Soon (gk)

- Bondscoach

Kim Chang-Baek

## Scheidsrechters
- Christine Asselman
- Peri Buckley
- Solabrar Hernandez

- Sandy Goldthorpe
- Carola Heinrichs
- Laura Crespo

- Miriam van Gemert
- Lee Mi-Ok
- Gabi Hans

## Topscorers
- In onderstaand overzicht zijn alleen de speelsters opgenomen met drie of meer treffers achter hun naam.

| № | Naam                | Land      | Goals |
| - | ------------------- | --------- | ----- |
| 1 | Franziska Hentschel | Duitsland | 4     |
| 2 | Teresia Motos       | Spanje    | 3     |
|   | Helen van der Ben   | Nederland | 3     |
|   | Huiping Yang        | China     | 3     |

## Eindrangschikking
| rang   | land             |
| ------ | ---------------- |
| Goud   | Australië        |
| Zilver | Nederland        |
| Brons  | Zuid-Korea       |
| 4      | Duitsland        |
| 5      | Groot-Brittannië |
| 6      | Spanje           |

Mannen:
Lahore 1978 ·
Karachi 1980 ·
Karachi 1981 ·
Amstelveen 1982 ·
Karachi 1983 ·
Karachi 1984 ·
Perth 1985 ·
Karachi 1986 ·
Amstelveen 1987 ·
Lahore 1988 ·
Berlijn 1989 ·
Melbourne 1990 ·
Berlijn 1991 ·
Karachi 1992 ·
Kuala Lumpur 1993 ·
Lahore 1994 ·
Berlijn 1995 ·
Chennai 1996 ·
Adelaide 1997 ·
Lahore 1998 ·
Brisbane 1999 ·
Amstelveen 2000 ·
Rotterdam 2001 ·
Keulen 2002 ·
Amstelveen 2003 ·
Lahore 2004 ·
Chennai 2005 ·
Barcelona 2006 ·
Kuala Lumpur 2007 ·
Rotterdam 2008 ·
Melbourne 2009 ·
Mönchengladbach 2010 ·
Auckland 2011 ·
Melbourne 2012 ·
Bhubaneswar 2014 ·
Londen 2016 ·
Breda 2018
Vrouwen:
Amstelveen 1987 ·
Frankfurt 1989 ·
Berlijn 1991 ·
Amstelveen 1993 ·
Mar del Plata 1995 ·
Berlijn 1997 ·
Brisbane 1999 ·
Amstelveen 2000 ·
Amstelveen 2001 ·
Macau 2002 ·
Sydney 2003 ·
Rosario 2004 ·
Canberra 2005 ·
Amstelveen 2006 ·
Quilmes 2007 ·
Mönchengladbach 2008 ·
Melbourne 2009 ·
Nottingham 2010 ·
Amstelveen 2011 ·
Rosario 2012 ·
Mendoza 2014 ·
Londen 2016 ·
Changzhou 2018